# 2016-os labdarúgó-Európa-bajnokság (selejtező – I csoport)
A 2016-os labdarúgó-Európa-bajnokság selejtezőjének I csoportjának mérkőzéseit tartalmazó lapja.
A csoportban öt válogatott, Portugália, Dánia, Szerbia, Örményország és Albánia. A csoporthoz csatlakozott a 2016-os labdarúgó-Európa-bajnokság rendezője, Franciaország. A franciák a csoportban szereplő csapatokkal barátságos mérkőzéseket játszottak. Franciaország mérkőzéseit a lap nem tartalmazza.
A csoportból Portugália és Albánia kijutott az Európa-bajnokságra. Dánia pótselejtezőt játszott.

## Tabella
| Hely. | Csapat       | M | Gy | D | V | G+ | G– | Gk | P  | Továbbjutás                           |     | Portugália | Albánia | Dánia | Szerbia | Örményország |
| ----- | ------------ | - | -- | - | - | -- | -- | -- | -- | ------------------------------------- | --- | ---------- | ------- | ----- | ------- | ------------ |
| 1.    | Portugália   | 8 | 7  | 0 | 1 | 11 | 5  | +6 | 21 | Kijutott a 2016-os Európa-bajnokságra |     | —          | 0–1     | 1–0   | 2–1     | 1–0          |
| 2.    | Albánia      | 8 | 4  | 2 | 2 | 10 | 5  | +5 | 14 | Kijutott a 2016-os Európa-bajnokságra |     | 0–1        | —       | 1–1   | 0–2     | 2–1          |
| 3.    | Dánia        | 8 | 3  | 3 | 2 | 8  | 5  | +3 | 12 | Pótselejtezőbe került                 |     | 0–1        | 0–0     | —     | 2–0     | 2–1          |
| 4.    | Szerbia      | 8 | 2  | 1 | 5 | 8  | 13 | −5 | 4  |                                       |     | 1–2        | 0–3     | 1–3   | —       | 2–0          |
| 5.    | Örményország | 8 | 0  | 2 | 6 | 5  | 14 | −9 | 2  |                                       | 2–3 | 0–3        | 0–0     | 1–1   | —       |              |

1. 1 2  A Szerbia–Albánia mérkőzés a 42. percben 0–0-s állásnál félbeszakadt. A pálya felett egy drón jelent meg, amelyen egy albán zászló volt. A szerb játékosok elkapták a zászlót, ezt követően verekedés tört ki a játékosok között, amelyhez szerb szurkolók is csatlakoztak, akik a nézőtérről rohantak be a pályára. A játékvezető ezt követően félbeszakította a mérkőzést.[2][3] Az UEFA a mérkőzést 3–0 arányban Szerbia javára írta, egyúttal Szerbiától le is vont 3 pontot. Szerbiának a Dánia és az Örményország elleni mérkőzését zárt kapuk mögött kellett lejátszania. Szerbia és Albánia is fellebbezett az ítélet ellen.[4] A Nemzetközi Sportdöntőbíróság (CAS) 2015. július 10-én hozott ítéletében 3–0 arányban Albánia javára írták a mérkőzést, Szerbia 3 pontos levonását megtartották.[5]

## Mérkőzések
Az időpontok közép-európai idő szerint értendők.
| 2014. szeptember 7. 18:00 |

| Dánia                       | 2–1               | Örményország  |
| --------------------------- | ----------------- | ------------- |
| Højbjerg 65' Kahlenberg 80' | (0–0) Jegyzőkönyv | Mhitarján 50' |

| Telia Parken Stadion, Koppenhága Játékvezető: Alexandru Tudor (román) |

| 2014. szeptember 7. 20:45 |

| Portugália | 0–1               | Albánia  |
| ---------- | ----------------- | -------- |
|            | (0–0) Jegyzőkönyv | Bala 52' |

| Estádio Municipal, Aveiro Játékvezető: Ruddy Buquet (francia) |

| 2014. október 11. 18:00 |

| Örményország   | 1–1               | Szerbia      |
| -------------- | ----------------- | ------------ |
| Arzumanyan 73' | (0–0) Jegyzőkönyv | Z. Tošić 89' |

| Vazgen Sargsyan Republican Stadium, Jereván Játékvezető: Tom Harald Hagen (norvég) |

| 2014. október 11. 20:45 |

| Albánia     | 1–1               | Dánia    |
| ----------- | ----------------- | -------- |
| Lenjani 38' | (1–0) Jegyzőkönyv | Vibe 81' |

| Elbasan Aréna, Elbasan Játékvezető: Kassai Viktor (magyar) |

| 2014. október 14. 20:45 |

| Dánia | 0–1               | Portugália    |
| ----- | ----------------- | ------------- |
|       | (0–0) Jegyzőkönyv | Ronaldo 90+5' |

| Telia Parken Stadion, Koppenhága Játékvezető: Felix Brych (német) |

| 2014. október 14. 20:45 |

| Szerbia | 0–3 megállapított | Albánia |
| ------- | ----------------- | ------- |
|         | Jegyzőkönyv       |         |

| Partizan Stadion, Belgrád Játékvezető: Martin Atkinson (angol) |

| 2014. november 14. 20:45 |

| Portugália  | 1–0               | Örményország |
| ----------- | ----------------- | ------------ |
| Ronaldo 72' | (0–0) Jegyzőkönyv |              |

| Estádio Algarve, Faro/Loulé Játékvezető: Anasztásziosz Szidirópulosz (görög) |

| 2014. november 14. 20:45 |

| Szerbia     | 1–3               | Dánia                     |
| ----------- | ----------------- | ------------------------- |
| Z. Tošić 4' | (1–0) Jegyzőkönyv | Bendtner 60' 85' Kjær 62' |

| Partizan Stadion, Belgrád Játékvezető: Cüneyt Çakır (török) |

| 2015. március 29. 18:00 |

| Albánia              | 2–1               | Örményország |
| -------------------- | ----------------- | ------------ |
| Mavraj 77' Gashi 81' | (0–1) Jegyzőkönyv | Movsisyan 4' |

| Elbasan Aréna, Elbasan Játékvezető: David Fernández Borbalán (spanyol) |

| 2015. március 29. 20:45 |

| Portugália                | 2–1               | Szerbia   |
| ------------------------- | ----------------- | --------- |
| Carvalho 10' Coentrão 63' | (1–0) Jegyzőkönyv | Matić 61' |

| Estádio da Luz, Lisszabon Játékvezető: Gianluca Rocchi (olasz) |

| 2015. június 13. 18:00 |

| Örményország            | 2–3               | Portugália                     |
| ----------------------- | ----------------- | ------------------------------ |
| Pizzelli 14' Mkoyan 72' | (1–1) Jegyzőkönyv | Ronaldo 29' (11-esből) 55' 58' |

| Vazgen Sargsyan Republican Stadium, Jereván Játékvezető: Serge Gumienny (belga) |

| 2015. június 13. 20:45 |

| Dánia                         | 2–0               | Szerbia |
| ----------------------------- | ----------------- | ------- |
| Y. Poulsen 13' J. Poulsen 87' | (1–0) Jegyzőkönyv |         |

| Telia Parken, Koppenhága Játékvezető: Björn Kuipers (holland) |

| 2015. szeptember 4. 20:45 |

| Dánia | 0–0         | Albánia |
| ----- | ----------- | ------- |
|       | Jegyzőkönyv |         |

| Telia Parken, Koppenhága Játékvezető: Willie Collum (skót) |

| 2015. szeptember 4. 20:45 |

| Szerbia                            | 2–0               | Örményország |
| ---------------------------------- | ----------------- | ------------ |
| Hayrapetyan 22' (öngól) Ljajić 53' | (1–0) Jegyzőkönyv |              |

| Karađorđe Stadium, Újvidék Játékvezető: Miroslav Zelinka (cseh) |

| 2015. szeptember 7. 18:00 |

| Örményország | 0–0         | Dánia |
| ------------ | ----------- | ----- |
|              | Jegyzőkönyv |       |

| Vazgen Sargsyan Republican Stadium, Jereván Játékvezető: Svein Oddvar Moen (norvég) |

| 2015. szeptember 7. 20:45 |

| Albánia | 0–1               | Portugália   |
| ------- | ----------------- | ------------ |
|         | (0–0) Jegyzőkönyv | Veloso 90+2' |

| Elbasan Aréna, Elbasan Játékvezető: Jonas Eriksson (svéd) |

| 2015. október 8. 20:45 |

| Albánia | 0–2               | Szerbia                    |
| ------- | ----------------- | -------------------------- |
|         | (0–0) Jegyzőkönyv | Kolarov 90+1' Ljajić 90+4' |

| Elbasan Aréna, Elbasan Játékvezető: Nicola Rizzoli (olasz) |

| 2015. október 8. 20:45 |

| Portugália   | 1–0               | Dánia |
| ------------ | ----------------- | ----- |
| Moutinho 66' | (0–0) Jegyzőkönyv |       |

| Estádio Municipal de Braga, Braga Játékvezető: Mark Clattenburg (angol) |

| 2015. október 11. 18:00 |

| Örményország | 0–3               | Albánia                                             |
| ------------ | ----------------- | --------------------------------------------------- |
|              | (0–2) Jegyzőkönyv | K. Hovhannisyan 9' (öngól) Xhimshiti 25' Sadiku 76' |

| Vazgen Sargsyan anvan Hanrapetakan Marzadasht, Jereván Játékvezető: Szymon Marciniak (lengyel) |

| 2015. október 11. 18:00 |

| Szerbia                         | 1–2               | Portugália           |
| ------------------------------- | ----------------- | -------------------- |
| Tošić 65' Kolarov 80′ Matić 82′ | (0–1) Jegyzőkönyv | Nani 5' Moutinho 78' |

| Stadion FK Partizan, Belgrád Játékvezető: David Hernández Borbolán (spanyol) |